# エイリッフ・フィリップセン
エイリッフ・フィリップセン（Eilif Philipsen、1682年7月21日 - 1785年6月20日）は、デンマーク＝ノルウェー出身の世界初のセンテナリアン。1798年までは世界歴代最高齢の人物だった。1782年に史上初めて100歳を迎え、1785年に死去。102歳没。103歳の誕生日の1か月前だった。